# Plebiscito Padova 2016-2017 (femminile)

## Rosa
| N° |                   | Ruolo | Giocatore          |
| -- | ----------------- | ----- | ------------------ |
|    | Italia (bandiera) | P     | Laura Teani        |
|    | Italia (bandiera) | P     | Anna Barzon        |
|    | Russia (bandiera) | P     | Galina Rytova      |
|    | Italia (bandiera) | D     | Ilaria Savioli     |
|    | Italia (bandiera) | D     | Sara Dario         |
|    | Italia (bandiera) | D     | Lara Delli Guanti  |
|    | Canada (bandiera) | D     | Christine Robinson |
|    | Italia (bandiera) | A     | Martina Savioli    |

| N° |                   | Ruolo | Giocatore        |
| -- | ----------------- | ----- | ---------------- |
|    | Italia (bandiera) | A     | Laura Barzon     |
|    | Italia (bandiera) | A     | Alessia Casson   |
|    | Italia (bandiera) | A     | Elisa Queirolo   |
|    | Italia (bandiera) | A     | Alessia Millo    |
|    | Italia (bandiera) | A     | Carlotta Nencha  |
|    | Italia (bandiera) | CB    | Giuditta Galardi |
|    | Italia (bandiera) | CB    | Martina Gottardo |
|    | Italia (bandiera) | CB    | Elena Dall'Armi  |

| Allenatore: | Stefano Posterivo |

## Mercato
| Acquisti | Acquisti         | Acquisti        | Acquisti |
| R.       | Nome             | da              |          |
| -------- | ---------------- | --------------- | -------- |
| CB       | Giuditta Galardi | Prato Waterpolo |          |

| Cessioni | Cessioni        | Cessioni | Cessioni |
| R.       | Nome            | a        |          |
| -------- | --------------- | -------- | -------- |
| D        | Maddalena Fisco | Bologna  |          |